# Kgalema Motlanthe

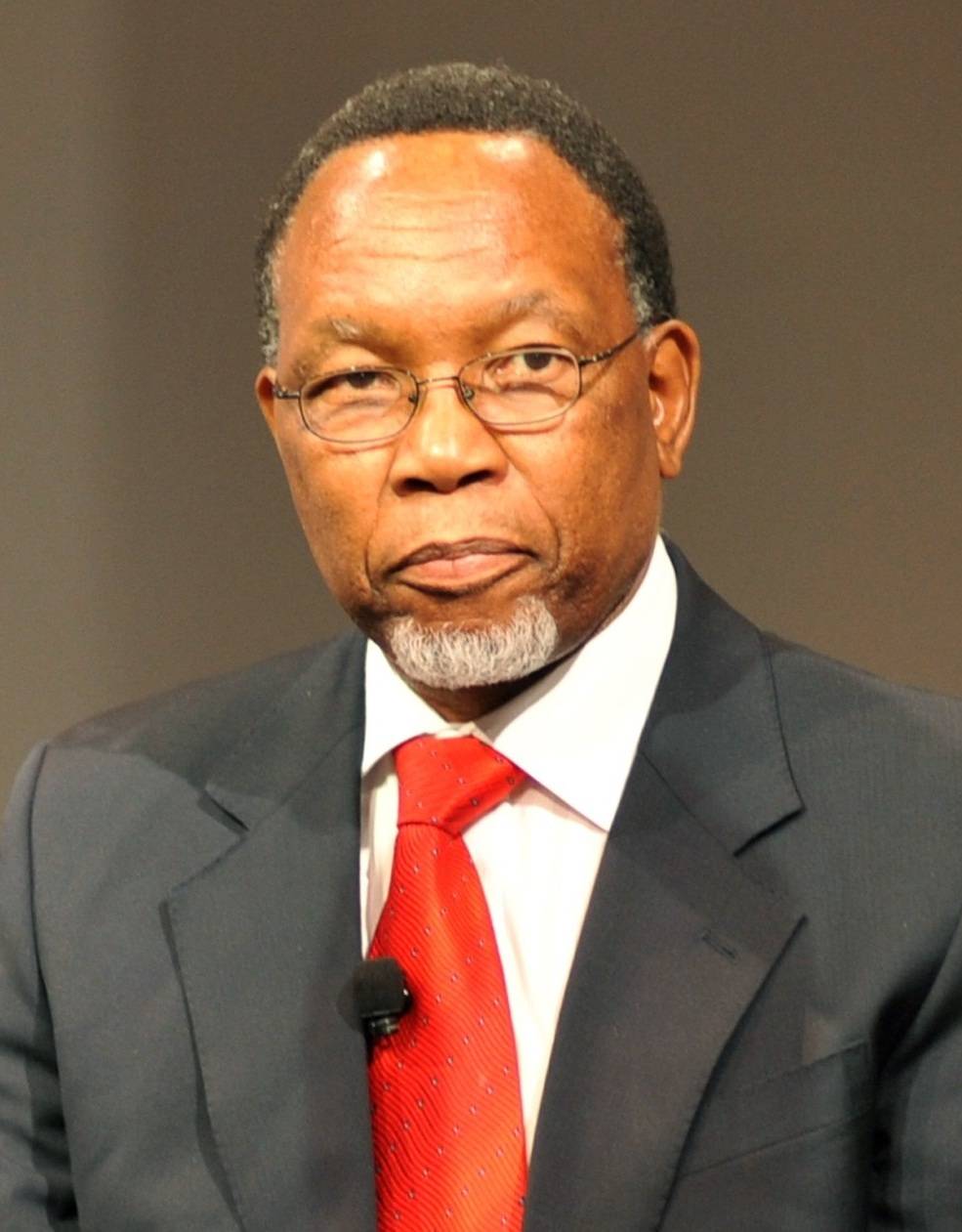
Motlanthe im Juni 2009

Kgalema Petrus Motlanthe (* 19. Juli 1949 in Johannesburg) ist ein südafrikanischer Politiker. Er war vom 25. September 2008 bis zum 9. Mai 2009 Präsident des Landes und anschließend bis 2014 Vizepräsident unter Jacob Zuma.

## Biografie

### Jugend
Der Sohn einer Wäscherin und eines Büroboten wurde 1949 geboren. Er wuchs als jüngstes von 13 Kindern auf. Die Familie zog von Alexandra, einer Township an der Peripherie von Johannesburg, nach Meadowlands, einem Stadtteil von Soweto, wo seine Schulausbildung begann. In der Kindheit war er als Messdiener in einer anglikanischen Kirchgemeinde tätig. Seine Schulzeit beendete Motlanthe an der Orlando High School in Soweto. Danach nahm er eine Tätigkeit als kommunaler Betreuer von Stadtteilverkaufsstellen bei der Johannesburger Stadtverwaltung auf, die er sieben Jahre ausübte. In dieser Zeit betätigte er sich auch als aktiver Fußballspieler.

### Frühe Politisierung
Der jugendliche Motlanthe war zur Zeit des südafrikanischen Apartheidsregimes ein Anhänger des Bürgerrechtlers Steve Biko (1946–1977), Begründer der Black-Consciousness-Bewegung. 1976 wurde er aufgrund seines Engagements in den gebannten Organisationen African National Congress (ANC) und MK für elf Monate inhaftiert.

### Politische Karriere
Ein Jahr nach dem Aufstand in Soweto wurde der 28-Jährige auf Basis des Terrorismus-Gesetzes zu einer zehnjährigen Freiheitsstrafe verurteilt. Diese verbrachte er bis 1987 auf der Gefängnisinsel Robben Island vor Kapstadt, wo auch Nelson Mandela inhaftiert war. Während seiner Haft nahm sich der Anti-Apartheid-Kämpfer Walter Sisulu Motlanthes an und wurde dessen politischer Lehrer. Motlanthe, der ein Fernstudium an der Universität von Südafrika absolvierte, war nach seiner Haft als leitender Angestellter und ab 1992 als Generalsekretär für die National Union of Mineworkers (NUM) tätig, sowie als Gewerkschafter im Congress of South African Trade Unions (Cosatu) aktiv, wo er 1987 zum Gewerkschaftskomitee des großen Streiks gehörte. Parallel dazu trieb er seine politische Karriere im ANC voran. Anfang der 1990er Jahre oblag ihm der ANC-Vorsitz in seiner Heimatregion. 1997 wurde er zum Nachfolger des scheidenden ANC-Generalsekretärs Cyril Ramaphosa gewählt. Dieses Amt hatte er bis 2007 inne.
Im Dezember 2007 entschied Motlanthe das Duell um den stellvertretenden Parteivorsitz für sich. Er konnte sich gegen die Außenministerin Nkosazana Dlamini-Zuma durchsetzen, obwohl er laut eigenen Aussagen gern einen Posten im Organisationskomitee für die Fußball-Weltmeisterschaft 2010 im eigenen Land übernommen hätte.

### Regierungsämter
Auf Wunsch des Lagers um den ANC-Vorsitzenden Jacob Zuma wurde Motlanthe im Juli 2008 als Minister ohne Portfolio ins Kabinett von Staatspräsident Thabo Mbeki berufen. Nach einem innerparteilichen Machtkampf zwischen Mbeki und Zuma kündigte er Ende September 2008 seinen Rücktritt als Präsident an und Motlanthe wurde überraschend von Zuma als Übergangspräsident bis zu den geplanten Präsidentschaftswahlen im Mai 2009 vorgeschlagen. Zuvor hatte Baleka Mbete, zu dieser Zeit Speaker of the National Assembly, als Favoritin auf den Posten gegolten. Motlanthe selbst hatte Spekulationen um die politische Spitzenposition in Südafrika stets zurückgewiesen.

### Präsident der Republik Südafrika
Nach dem offiziellen Rücktritt von Mbeki und elf Ministern am 25. September 2008 wurde er noch am gleichen Tag als neuer Präsident der Republik Südafrika vereidigt und war damit der dritte Amtsinhaber seit Beginn der Demokratie in Südafrika. Der designierte Präsidentschaftskandidat Zuma konnte das Amt zum damaligen Zeitpunkt nicht selbst übernehmen, da er über kein Abgeordnetenmandat verfügte. Nach der Parlamentswahl im April 2009 wurde Motlanthe unter seinem Nachfolger Zuma zu dessen Vizepräsident Südafrikas. Gleichzeitig war er stellvertretender Vorsitzender des ANC. Am 18. Dezember 2012 trat er gegen Zuma um das Amt des ANC-Parteivorsitzenden an, erhielt jedoch nur rund ein Viertel der Delegiertenstimmen. Am selben Tag wurde Cyril Ramaphosa anstelle Motlanthes zum ANC-Vizepräsidenten gewählt. Zu den Parlamentswahlen 2014 trat er nicht mehr an. Auch im Amt des südafrikanischen Vizepräsidenten wurde Ramaphosa im Mai 2014 sein Nachfolger. 

### Privates und persönliche Positionen
Kgalema Motlanthe lebt in Midrand, in der Provinz Gauteng. Er ist verheiratet und hat zwei Töchter und einen Sohn. Motlanthe, von Familie und Freunden als Mkhuluwa (deutsch: „der Ältere“) bezeichnet, wurde politisch als Mann des Ausgleichs gehandelt, dem hohes organisatorisches Geschick, aber auch Talent als Schlichter nachgesagt wird. Gleichzeitig galt der Politiker als möglicher Konkurrent von Jacob Zuma, der von der weißen Minderheit im Land und ausländischen Investoren bisweilen als Populist gesehen wird. Motlanthe, der in der Vergangenheit in einen Skandal um ein Öl-für-Lebensmittel-Programm der Vereinten Nationen involviert war, hatte auch öffentlich davon gesprochen, mehr weiße Mitglieder für die Staatsverwaltung anwerben zu wollen.